# 提格雷州临时行政机构
提格雷州临时行政机构是2023年3月23日埃塞俄比亚总理办公室宣布成立的提格雷州临时州政府。同日，提格雷人民解放阵线发言人格塔丘·里达被任命为提格雷州临时行政机构首席行政官，任期未公开。这一安排是根据2022年11月2日埃塞俄比亚联邦政府与提格雷人民解放阵线在南非首都比勒陀利亚签订的《埃塞俄比亚-提格雷和平协议》第10条第1款做出的，该协议要求成立一个包容性的临时州政府。于是，联邦院依据《1995年宪法宣言》第62条第9款和第14条2/B款的规定，通过成立提格雷州临时行政机构的决定。